# Горний (Брянська область)
Горний - селище в Стародубському муніципальному окрузі Брянської області.

## Географія
Знаходиться в південній частині Брянської області на відстані приблизно 24 км на північний схід від районного центру міста Стародуб.

## Історія
Відомий населений пункт із кінця 1920-х років. До 1964 року також називався Ковалевський. На карті 1941 року селище відзначене як безіменне поселення з 27 дворами. До 2019 року селище  входило до складу Гарцевського сільського поселення Стародубського району, з 2019 по 2020 роки в Меленське сільське поселення до його скасування.

## Населення
Чисельність населення: 30 осіб у 2002 році (росіяни 97 %), 8 у 2010.